# Retusanus punctatus
Retusanus punctatus är en insektsart som beskrevs av Delong 1945. Retusanus punctatus ingår i släktet Retusanus och familjen dvärgstritar. Inga underarter finns listade i Catalogue of Life.